# Антсон, Александер
Александер Антсон (эст. Aleksander Antson; 31 августа 1899, д. Ворсна на о.Сааремаа (теперь волость Вальяла Эстонии — 21 сентября 1945, Хаапсалу) — эстонский драматург, писатель, журналист, спортсмен, член олимпийской сборной Эстонии по лёгкой атлетике (1924).

## Биография
Родился в крестьянской семье. С 1916 года работал школьным учителем эстонского языка и физкультуры на острове Сааремаа и в г. Выру, затем — журналистом в г. Раквере и Таллине.
В 1925—1926 годах редактировал газету «Virulane». С 1927 по 1930 год — редактор газеты Эстонской социал-демократической партии «Rahva Sõna» и с 1931 по 1933 год — «Vaba Maa». После установления советской власти в Эстонии в 1940—1941 гг. работал в коммунистической газете «Rahva Hääl».
Был активным организатором рабочего спортивного движения. В составе сборной Эстонии, участвовал в забеге на 1500 метров на летних Олимпийских играх 1924 года в Париже.
Во время второй мировой войны немецкими оккупантами был арестован и с 1941 по 1944 год находился в тюрьме.
В 1945 году погиб в дорожно-транспортном происшествии.

## Творчество
С 1920-х годов Александер Антсон — признанный политический писатель Эстонии. Автор пьес и прозаических произведений, описывающих ужасы войны и насилия. Автор драмы «Дети» («Lapsed», 1925), пьес «Голгофа» («Kolgata», 1926), «147» (1927), «Дочь рабочего» («Töölise tütar», 1931), в которых отражены симпатии автора к коммунистическому движению и революционной борьбе. В пьесах «Люди в метели» («Inimesed tuisus», 1938) и «Конец ордена» («Orduaja lõpp», 1940) Антсон разоблачает немецких и эстонских фашистов.
Значительное место в творчестве Антсона занимают сборники «Эпиграммы» («Epigramme», 1—3, 1927—1933), с критикой существующего в стране режима. В 1946 посмертно опубликованы многочисленные сатирические эпиграммы писателя, написанные в 1934—1945-х гг., рассказы о путешествиях (в том числе о СССР, который он посетил в 1930 году).
Кроме того, А. Антсон — автор нескольких романов, в том числе, исторического романа «Победа» («Võit»), направленного против иностранных захватчиков и популярной книги о летних Олимпийских играх 1936 года в Берлине (переиздана в 1992 г.).

## Избранная библиография
- Lapsed (Драма, 1925)
- Kolgata (Драма, 1926)
- Vennad (Драма, 1926)
- Vangid (Драма, 1927)
- 147 (Драма, 1927)
- Surmatants (Драма, 1929)
- Tänapäeva Venemaa (1930)
- Töölise tütar (Драма, 1931)
- Tšempionaat (Драма, 1933)
- Muretute ülemlaul (Драма, 1935)
- Kirg (Роман, 1937)
- Inimesed tuisus (Rahvamehed) (Драма, 1938)
- Sina ei pea mitte himustama… (Роман, 1938)
- Kosjatalu (Драма, 1939)
- Orduaja lõpp (Parun kolib ära) (Драма, 1940)
- Võit (Роман, 1946)